# Harmothoe coeliaca
Harmothoe coeliaca är en ringmaskart som beskrevs av de Saint-Joseph 1888. Harmothoe coeliaca ingår i släktet Harmothoe och familjen Polynoidae. Inga underarter finns listade i Catalogue of Life.